# Hofbrauhaus Berchtesgaden

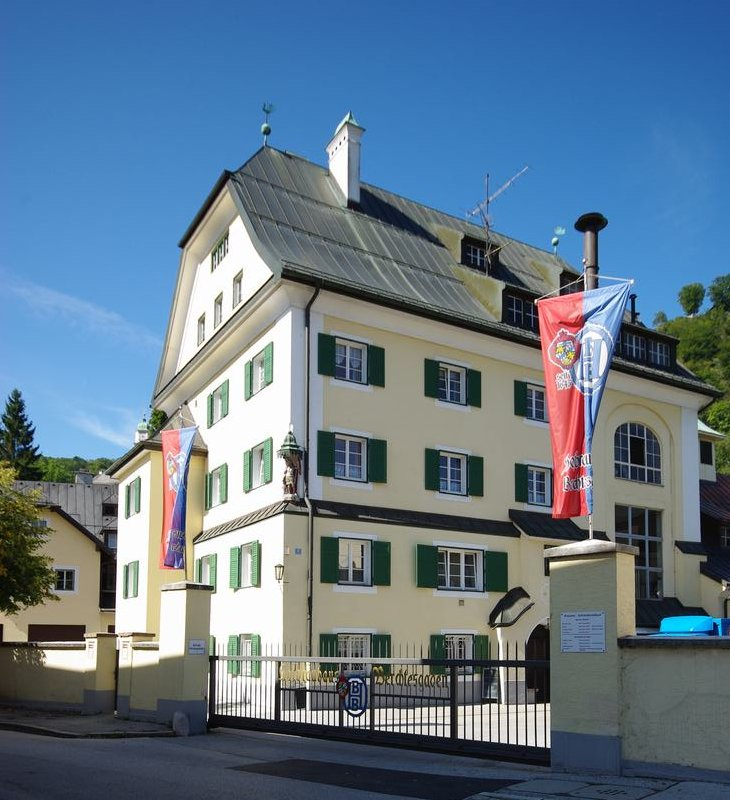
Hofbrauhaus Berchtesgaden, Braustätte und Verwaltung

Das Hofbrauhaus Berchtesgaden ist eine Brauerei in Berchtesgaden (Oberbayern/Landkreis Berchtesgadener Land). 1610 erstmals urkundlich erwähnt, war sie von 1645 bis zur Säkularisation 1803 das Hofbräuhaus der Fürstpropstei Berchtesgaden und im Anschluss daran noch für einige Jahre Eigentum monarchischer Regentschaften. Seit 1808 ist das Hofbrauhaus Berchtesgaden privatisiert und hatte bis heute wechselnde Unternehmen als Eigner. Derzeit gehört das Hofbrauhaus Berchtesgaden vollständig zur Sedlmayr KGaA.

## Geschichte
Bis zur Gründung einer Brauerei auf eigenem Terrain bezog die Fürstpropstei Berchtesgaden das Bier  vom Hofbräu Kaltenhausen im Fürsterzbistum Salzburg. Die erste Erwähnung der Brauerei zu Pfister erfolgte in einer Abmachung aus dem Jahr 1610. 1645 übernahm sie Fürstpropst Ferdinand von Bayern (1577–1650) und baute sie zum Hofbräuhaus aus, das die Bevölkerung mit qualitativ hochwertigem Bier versorgen sollte, nachdem eine 1614 durch den Fürstpropst beauftragte Untersuchung ergeben hatte, dass bis dahin vorwiegend importierter Wein konsumiert wurde. Der Bierausstoß lag bei ca. 7000 Hektoliter. Aus den fürstlichen Verbindungen zu dem Brauhaus leitet sich noch heute die Berechtigung für die weitere Nutzung des Präfix Hof im Firmennamen ab. 

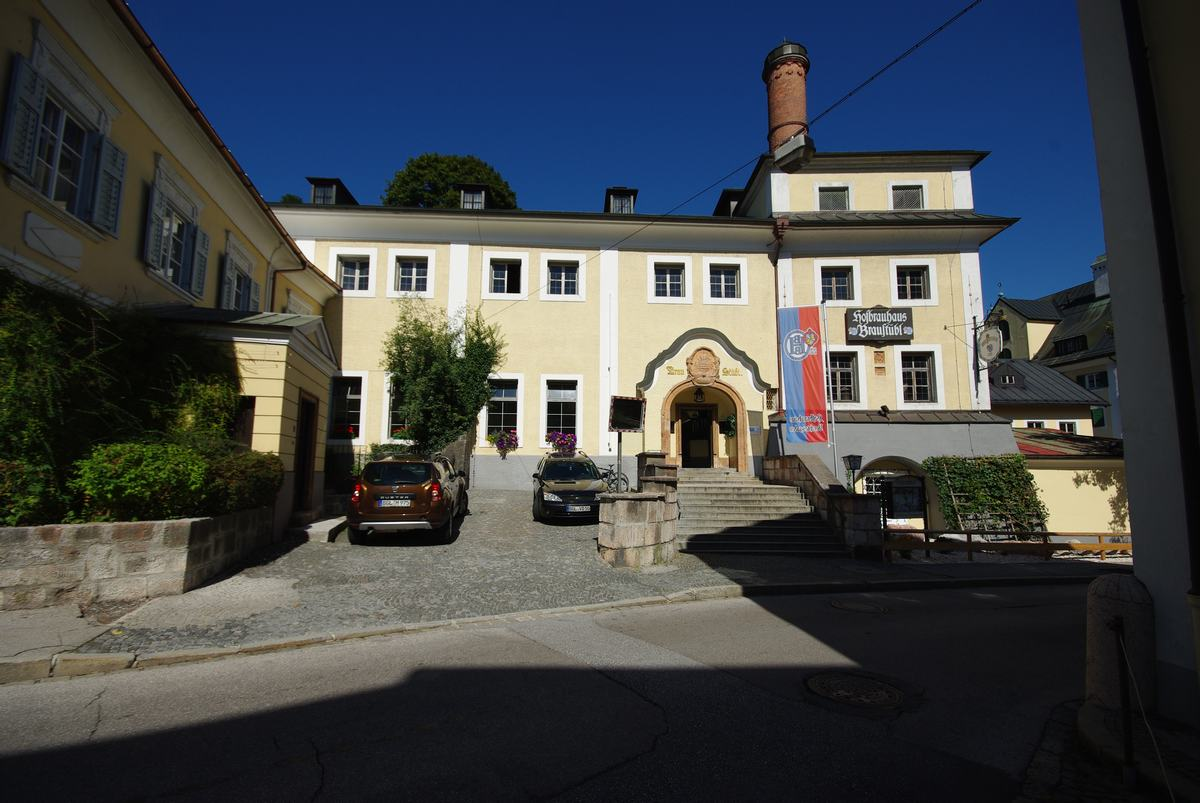
Hofbrauhaus Berchtesgaden, Bräustüberl

Mit dem Ende des Fürstpropsttums im Jahr 1803 wechselte die Brauerei in das Eigentum der jeweils nachfolgenden Regentschaft über. Seit 1805 im Eigentum von Österreich, wurde es 1808 zur Privatisierung versteigert. Den Zuschlag erhielt der Hopfenhändler Anton Wurm, in dessen Familie die Brauerei bis 1833 verblieb. Anschließend wurden Johann B. Haller und Severin Wannerstorfer Eigner. 1840 übernahm Wannerstorfer auch den Anteil Hallers, und das Hofbrauhaus blieb bis 1970 im Besitz dieser Familie, wenngleich der Name durch weibliche Erbfolge mehrmals wechselte. Unter Rudolf Kriß senior wurden zwischen 1906 und 1907 Brauerei und Bräustüberl am angestammten Platz neu errichtet; sie sind so bis heute nahezu vollständig erhalten geblieben. Sein Sohn Rudolf Kriß junior hatte das Unternehmen 1937 übernommen. Er verkaufte es 1970 an Thurn und Taxis und beendete damit eine über 130-jährige Familientradition – wenn auch die Fortführung des Unternehmens unter der alten Firmenbezeichnung „Hofbrauhaus Berchtesgaden Rudolf Kriss“ vorerst gewährleistet blieb, firmiert es heute (Stand: April 2020) jedoch unter „Hofbrauhaus Berchtesgaden GmbH“.
Das Hofbrauhaus Berchtesgaden beschäftigte 1980 66 Mitarbeiter und hatte 22 Eigen- und Pachtgaststätten. Von 1989 bis 2008 gehörte die Brauerei zur Spaten-Löwenbräu-Gruppe. Die Spaten-Löwenbräu Gruppe ist wiederum im Jahr 2003 von der belgischen Interbrew-Gruppe übernommen worden. 2004 schloss sich Interbrew mit AmBev zu InBev zusammen.
Seit Ende 2008 gehört das Hofbräuhaus nicht mehr zum Braukonzern, sondern hat drei neue Gesellschafter, die Sedlmayr Grund und Immobilien KGaA, deren persönlich haftenden Gesellschafter und Brauunternehmer Jobst Kayser-Eichberg (bis zu dessen Tod im Juli 2023) und den Berchtesgadener Betriebsleiter der Brauerei, Josef Stangassinger. Die Sedlmayr Grund und Immobilien KGaA hielt dabei 49 % der Kapitalanteile. Seit 2023/2024 gehört das Hofbrauhaus Berchtesgaden vollständig zur Sedlmayr KGaA.

## Name
Als staatseigene Brauerei wurde ihr das Präfix Hof beigegeben, das sich bis heute in Hofbrauhaus Berchtesgaden gehalten hat. Entgegen der offiziellen regionaluntypischen Schreibweise wird es zuweilen dem regionalen Sprachgebrauch entsprechend auch als Hofbräuhaus bezeichnet.

## Unternehmen
Allein die Brauerei, die ein komplettes Sortiment, auch alkoholfreier Getränke, anbietet, hat derzeit ca. 30 Mitarbeiter und bildet aus. In der Brauerei werden jährlich ca. 25.000 hl Bier in vier Standardsorten wie Helles und Pils sowie Sonderbrauungen wie z. B. das „Jubiläumsbier“ gebraut, zusammen mit der Handelsware, wie alkoholfreie Getränke, verlassen den Betrieb jährlich rund 55.000 Hektoliter Getränke (Stand: Juli 2000). Hauptvertriebsgebiet sind die Gemeinden Berchtesgaden, Bischofswiesen, Marktschellenberg, Ramsau und Schönau am Königssee. 
Das an die Brauerei angeschlossene Bräustüberl wird von einem Pächter betrieben.